# Castellers de Vilafranca

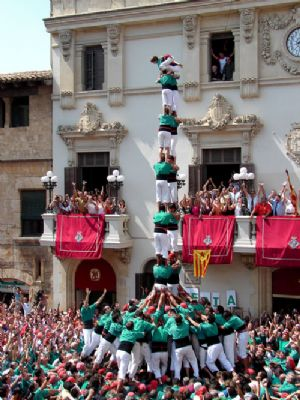
Torre de nou amb folre carregada в истории кастельс

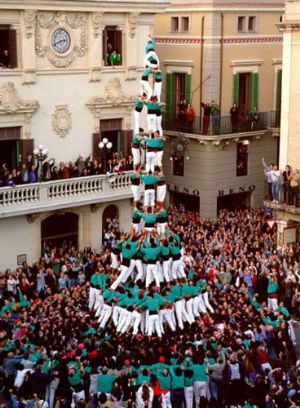
Tres de deu amb folre i manilles carregat

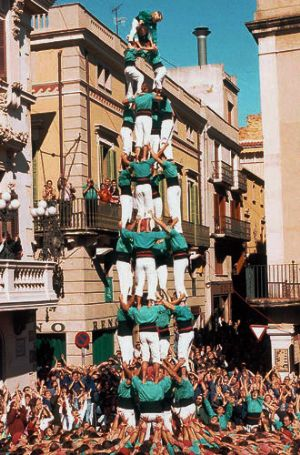
Quatre de nou sense folre carregat

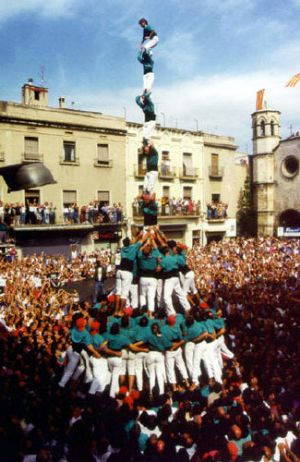
Pilar de vuit amb folre i manilles carregat

Кастельерс де Вилафранка (Castellers de Vilafranca) — это культурно-спортивная ассоциация людей, главная цель которой состоит в построении так называемых «кастельс» (castells) — человеческих башен (за́мков).
Построение человеческих башен является каталонской традицией, появившейся в XVIII веке — «Ball de Valencians» (танец из Валенсии). Группа была основана в 1948 году. В 2012 году в Кастельерс де Вилафранка было около 400 активных членов всех возрастов. Штаб-квартира организации — «Cal Figarot» или «Casa Via Raventós» — здание, находящееся в центре города Вильяфранка-дель-Пенедес, и специально приспособленное для строительства человеческих башен: в частности, в нём высокие потолки и открытый внутренний двор.
Группа много раз представляла каталонскую культуру за границей. Ассоциация имеет более пятисот официальных спонсоров, её поддерживает нескольких общественных и частных учреждений. Ассоциация также организовывает другие культурные мероприятия — концерты, состязания в поэзии, крупные велотурниры, турниры по домино, конкурсы приготовления национальных блюд и школы кастельс для детей.
Деятельность «Кастельерс де Вилафранка» помогает сохранять и пропагандировать каталонскую культуру; так группа была награждена «Городской медалью» (Medalla de la Vila), и «Крестом Святого Жорди» (Creu de Sant Jordi) от каталонского Правительства.

## История
Ассоциация Кастельерс де Вилафранка была основана в сентябре 1948 года. Первым лидером и техническим руководителем группы («cap de colla») стал Ориоль Россель (Oriol Rossell). Группа успешно дебютировала с башнями в семь уровней. Вторым лидером стал Рамон Сала (Ramon Sala, 1953—1955). Группа первоначально носила ярко-розовые рубашки, а впоследствии, красные.
В 1956 году группа почти бездействовала из-за внутренних разногласий и споров, через год была проведена реорганизация, был выбран зелёный цвет рубашек. С 1957 до 1968 года обычны были башни с семью уровнями, а «cinc de set» была самой высокой. С 1969 до 1974 года группа значительно улучшила навыки, строя первые башни в категории с восьмью уровнями: «torre de Set», «quatre de vuit», «tres de vuit», «pilar de sis», и «torre de vuit amb folre». В 1972 году группа выиграла Конкурс кастельс в Таррагоне «Concurs de кастельс de Tarragona» в соревновании человеческих башен, проводимые каждые два года в городе Таррагона (Tarragona) на юге Каталонии. В течение тех лет лидерами группы были Жозеп Педроль (Josep Pedrol) (1957—1959), Карлес Доменек (Carles Domènech) (1960—1961), Жоан Болет (Joan Bolet) (1962—1963), Габи Мартинес (Gabi Martínez) (1964—1969), Льюис Жименес (Lluís Giménez) (1970—1973) и снова Габи Мартинес (Gabi Martínez).
В 1975 году группа прошла внутреннее реструктурирование, в результате чего была уменьшена роль «cap de colla», а управление технической стороной строительства башен стало осуществляться на основе консенсуса членов команды. В 1981 году было решено, что членам команды больше не будут платить индивидуально, что вызвало разногласия в группе. С 1975 по 1982 год вошли в обиход башни с восемью уровнями; в 1985 году группа построила первый «cinc de vuit», в 1987 году — первую башню «tres» и «quatre de nou amb folre carregat»; в 1989 году получилась первая успешная «tres de nou amb folre», а в 1990 году — «quatre de nou amb folre descarregat». Лидером группы с 1975 по 1994 был Карлес Доменек (Carles Domènech).
Период с 1995 по 2004 год был для группы самым успешным творческим десятилетием. В течение этого периода были построены башни: descarregats «torre de nou amb folre i manilles», «pilar de set amb folre», «pilar de vuit amb folre i manilles» (впервые в XX столетии), «quatre de vuit amb l’agulla» (впервые в XX столетии), «quatre de nou amb folre i l’agulla» (впервые в истории кастельс), «cinc de nou amb folre», и «tres and quatre de nou amb folre» одновременно (впервые и только один раз в истории кастельс). Были, также, и другие успехи. Были построены «carregats» «torre de vuit» (впервые в XX столетии), «quatre de nou», и «tres de deu amb folre i manilles» (первый в истории кастельс). Группа выиграла соревнование кастельс в Таррагоне «Concurs de castells de Tarragona» в 1996, 1998, 2002, 2004 и 2006 годах. В 2005 году «Кастельерс де Вилафранка» построила башню «torre de nou amb folre», которая считается[кем?] самой трудной башней.
Франсеск Морено Мелилья (Francesc Moreno Melilla) был лидером Кастельерс де Вилафранка с 1995 по 2003 год и Льюис Эсклассанс (Lluís Esclassans) с 2004 до 2007 год. Давид Мирет (David Miret) был избран новым лидером в декабре 2007 года.

## Достижения группы
На протяжении всей истории «Castellers de Vilafranca» воздвигла множество различных башен, ниже приведён их список.
|                                                             |                               |                                                   |  |
| Castell                                                     | Descarregat                   | Carregat                                          |  |
|                                                             | (полностью построенные башни) | (достигли вершины, но разрушившиеся впоследствии) |  |
| Torre de nou amb folre                                      |                               | 30.08.2005**                                      |  |
| Tres de deu amb folre i manilles                            |                               | 15.11.1998**                                      |  |
| Quatre de nou amb folre i tres de nou amb folre simultanis  | 31.08.2001**                  |                                                   |  |
| Torre de vuit                                               |                               | 01.11.1999*                                       |  |
| Quatre de nou                                               |                               | 01.11.2002                                        |  |
| Quatre de nou amb folre i agulla                            | 01.11.1996**                  | 01.11.1995**                                      |  |
| Cinc de nou amb folre                                       | 01.11.1997                    | 30.08.1997                                        |  |
| Pilar de vuit amb folre i manilles                          | 28.09.1997*                   | 31.08.1995*                                       |  |
| Torre de nou amb folre i manilles                           | 30.08.1995                    |                                                   |  |
| Tres de nou amb folre                                       | 30.08.1989                    | 31.08.1987                                        |  |
| Quatre de nou amb folre                                     | 01.11.1990                    | 01.11.1987                                        |  |
| Quatre de vuit amb l’agulla                                 | 08.10.1995*                   |                                                   |  |
| Cinc de vuit                                                | 30.08.1985                    |                                                   |  |
| Torre de vuit amb folre i pilar de set amb folre simultanis | 31.08.2006**                  |                                                   |  |
| Pilar de set amb folre                                      | 01.10.1995                    | 14.05.1995                                        |  |
| Tres de vuit amb agulla                                     | 29.20.2006**                  |                                                   |  |
| Dos pilars de sis simultanis (un de carregat)               | 31.08.2001**                  |                                                   |  |
| Torre de vuit amb folre                                     | 17.11.1974                    | 12.10.1973                                        |  |
| Tres de vuit                                                | 30.08.1974                    | 01.10.1972                                        |  |
| Pilar de sis                                                | 30.08.1972                    | 19.12.1971                                        |  |
| Quatre de vuit                                              | 30.08.1971                    | 12.10.1969                                        |  |
| Nou de set                                                  | 11.12.1988                    |                                                   |  |
| Torre de set                                                | 24.08.1969                    |                                                   |  |
| Tres de set aixecat per sota                                | 25.11.1973                    |                                                   |  |
| Sis de set                                                  | 21.01.1997                    |                                                   |  |
| Cinc de set amb agulla                                      | 19.04.2008**                  |                                                   |  |
| Cinc de set                                                 | 26.09.1965                    | 30.08.1965                                        |  |
| Tres de set amb l’agulla                                    | 10.08.1996**                  |                                                   |  |
| Quatre de set amb l’agulla                                  | 05.08.1954                    | 31.08.1953                                        |  |
| Tres de set                                                 | 31.08.1949                    |                                                   |  |
| Quatre de set                                               | 31.08.1949                    |                                                   |  |
| Torre de sis                                                | 16.06.1949                    |                                                   |  |
| Pilar de cinc                                               | 14.09.1948                    |                                                   |  |
|                                                             |                               |                                                   |  |
| * впервые в XX столетии                                     |                               |                                                   |  |
| ** впервые в истории castells                               |                               |                                                   |  |

## Организация

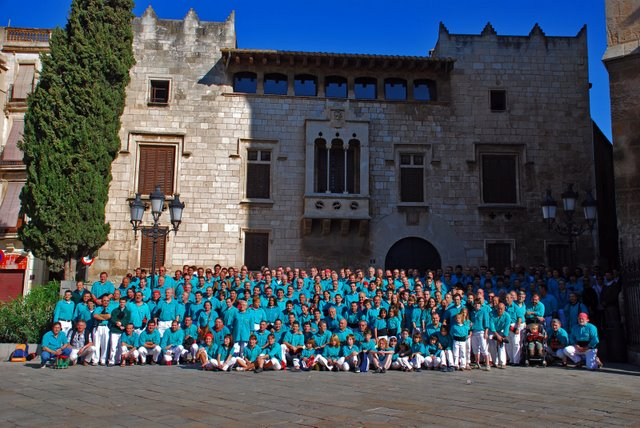
фотогалерея группы

Согласно общей организации группы, управление разделено на два главных органа — технический комитет (la Tècnica), и административный (правление).
Технический комитет отвечает за все аспекты строительства башни. Лидер группы «cap de colla» управляет построением башен, ему ассистируют «sotscap de colla» (вице-главы), и «два технических советника». Башни строят три команды: «canallа» (ответственна за детей, которые коронуют башни), команда «pinyes, folres and manilles» (ответственна за формирование первых, вторых и третьих оснований), и «команда врачей». Каждая из них соответственно ответственна за материально-техническое обеспечение, техническую информацию и тренировки.
Комитет правления отвечает за управление группой. Первичная ответственность членов комитета состоит в том, чтобы представить группу обществу, СМИ и другим организациям, а также управление активами. «Президент» несёт наибольшую ответственность. «Секретарь» и «пять вице-президентов» подотчетны ему, и каждый из них ответственен за определённую область: «социальная деятельность», «казначей», «ответственный за сотрудничество с властями», «обслуживание Cal Figarot», «маркетинг и СМИ». Группа также имеет «три консультативных совета» в области «международных отношений», «юридического обслуживания» и «совет старших».

### Организационная структура

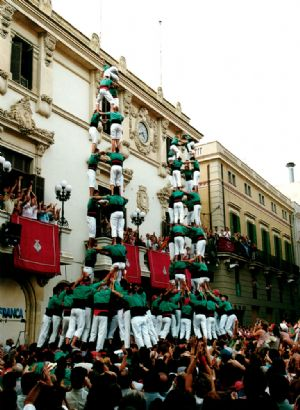
Tres и quatre de nou amb folre descarregats построены одновременно

#### Технический комитет
Состав технического комитета
- Cap de colla — глава/лидер группы: Давид Мирет-и-Ровира (David Miret i Rovira)
- Vice Cap de colla — вице глава группы: Тони Бак-и-Льеаль (Toni Bach i Lleal)
- Технические Помощники : Жорди Коломера-и-Салья (Jordi Colomera i Salla), Хоан Бадель-и-Росес (Joan Badell i Roses)

#### Комитет правления
Состав комитета правления
- Президент: Микель Феррет-и-Миральес (Miquel Ferret i Miralles)
- Секретарь: Хоан Вендрель-и-Оливелья (Joan Vendrell i Olivella)
- Вице-президент по Социальной Деятельности: Алекс Санчес-Гранадос (Àlex Sánchez-Granados)
- Казначейский Вице-президент: Микель Роперо-и-Бантоса (Miquel Ropero i Ventosa)
- Вице-президент по связям с Общественными Деятелями: Ксавьер Эскриба-и-Виво (Xavier Escribà i Vivó)
- Вице-президент по Обслуживанию Штаб-квартиры: Жоан Местрес-и-Арнан (Joan Mestres i Arnan)
- Вице-президент по вопросам Маркетинга и СМИ: Франсеск Боу-и-Пижоан (Francesc Bou i Pijoan)

#### Консультативные советы
Список консультативных советов
- Международные отношения;
- Команда юрисконсультов;
- Совет старших.

## Штаб-квартира —Cal Figarot

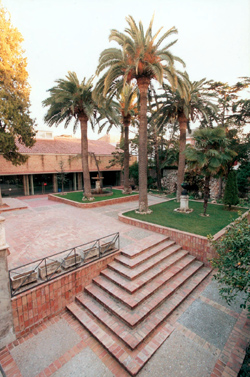
Внутренний двор Cal Figarot, штаб-квартиры Кастельеров из Вилафранки

Cal Figarot является штабом группы. Здание в неоготическом стиле, построенное архитектором по имени Август Фонт де Карререс (August Font de Carreres) в конце XIX века, было приобретено в 1983 году. Смежный склад был куплен в 1998 году, и оба здания были отремонтированы в соответствии с потребностям группы. Склад имеет внутреннюю открытую площадь в 600 м². В нём находятся гимнастические залы, офис секретаря, многофункциональные открытые площади и кафе. Внутренний дворик является местом встреч группы, где проводятся весенние и летние учебные сессии.

## Castellers de Vilafranca в мире
Кастельерс де Вилафранка была одной из самых известных групп во всём мире по строительству человеческих башен. Они участвовали:
- во Франции, во время фестиваля газеты «L’Humanité’» в Париже (1973);
- в Швейцарии, во время Quinzena Catalana в Женеве (1978);
- на итальянском острове Сардиния (1978), с представлениями в Альгеро и Сассари;
- в Португалии (1982) с представлениями в Лиссабоне, Синтре, Эсториле, Коимбре и Порто;
- в Италии (1984), где группа давала представление в Пизе, Сиене, Риме, Ватикане и Флоренции;
- во французском городе Безье (1987);
- в Италии (1988), во время празднования тысячной годовщины Каталонии, давали представление в Пизе, Ватикане и Риме;
- в Стране Басков (1990) группа выступала в таких городах как Бергара, Ансуола, Сумаррага и Урречо;
- в Италии (1990), на севере в городах Фельтре (палио), Ничча и Мелере (в муниципалитете Трикьяна) и Венеции;
- снова во Франции (1991), с представлениями в Тулузе во время Международного Фестиваля Сарданы, и в городе Каркасон;
- в Люксембурге и Германии (1991), выступая в Люксембурге (столице), Мёрсе, Вольфенбютеле, Ганновере, Берлине и Франкфурте;
- на «Универсальной Выставке Севилья' 92» (1992), во время празднования дня Каталонии;
- в Сантьяго-де-Компостела (Santiago de Compostela) (1993), в рамках «Xacobeo '93»;
- в том же году группа организовала тур по пяти странам: Франция (Марсель), Италия (Лекко, Мельцо и Бергамо), Словения (Любляна, Постойна, Оточец, Ново Место и Крномель), Австрия (Клагенфурт) и Монако;
- снова в Париже и в Пуа-де-Пикарди, Франция (1993);
- пятый раз в Италии с представлениями в Венеции (Карнавал) и Местре, и во Франции (Вийёрбан и Лион) в 1994 году;
- в Нидерландах и Бельгии (1994), давая представления в Амстердаме, Энсхеде, Алтене, Алмело, Эменне и Брюсселе;
- снова в Стране Басков (1995) с представлениями в городе Тудела;
- в Дании (1996), в Копенгагене и Хольте;
- в том же году было организовано представление во Франции (Мец), Нидерландах (Маастрихте) и Бельгии (Бульоне);
- в Собрадиэле (1999), в Арагоне;
- в Бюле — городе-побратиме Вилафранки дель Пенедес (2002);
- в Саламанке (2002);
- снова во Франции (2004), с выступлениями в Дюнкерке;
- в Стране Басков (2005), с выступлениями в Доностии и Элоррио;
- во Франции (2006), с выступлениями в Стенворде;
- снова в Арагоне (2006), на фестивале Binèfar;
- в 2007 группа выступала в Германии во время Франкфуртской книжной ярмарки;
- в январе 2008 группа выступала в Чили. Это выступление стало премьерой для каталонской группы сastelles в южном полушарии.

Кастельерс де Вилафранка также выступала на церемонии открытия «XXV Олимпийских игр» в Барселоне в 1992 году, а также давала представления во время «всемирной презентации» последнего романа Ноя Гордона «Винный погребок» находящийся в Вилафранке дель Пенедес (2007).
Кастельерс де Вилафранка также распространила традицию кастельс в «Països Catalans» (территориях, на которых традиционно говорят на каталанском языке):
- Представления в Северной Каталонии: шесть раз в Перпинье (1970, 1977, 1982 г. на фестивале «Union Sportive des des Arlequins Perpignanais», USAP); 1989, 1997 и 1998 г. на «Mules Festival»; в Тулуже (1970) во время Мирного Фестиваля; в Кольюре (1984); в Баньулс де ла Маренда (1986); три раза в Вилафранке де Конфлент (1985, 1988 и 1989 г.); в монастыре Святого Мигеля де Куксы (1985); в Прада де Кунфлен (в каталонском Летнем Университете и городе в 1988) и в Бао в рамках «Первой встречи каталонцев» на Севере Каталонии (2002).
- Четыре раза в Андорре: в Энкампе (1971), Андорре и Сент Хулии де Лория (1976) (во время Каталонского Культурного Конгресса), в Эскалдас и снова в Андорре (1983) и Эскалдас (1985).
- Два тура в регионе Валенсия: первый в Рибера де Чукер (1979), с представлениями в Каркашене, в монастыре Айгуас Бивес (Aigües Vives), Суэке, Кульере, Альджемеси и с башней de cinc перед домом Raimon (на каталонском языке один из самых известных старых художников), в Чатива; во время второго тура (1981) группа выступала в Алкой, Бенидорм и Аликанте. Впоследствии группа выступала в Каркашене (1985), Альхемеси (1993 и 2000 г.), Кастельо (2000 г., на 13-м фестивале «Festa de la Llengua»), Ульерии и Беникарло (на День региона Валенсии).
- Один тур в Пальме, «Майорка» (1980) и Манако, Менорка (2001).
- Один тур, упомянутый выше, в Альгеро (1978).

## Участие в Таррагонских Соревнованиях по построению башен из людей
Группа выигрывала «Таррагонские соревнования по строительству человеческих пирамид» (Соревнование по сastells, проводимое каждые два года в городе Таррагона, что на юге Каталонии — «Tarragona Human Tower Competition») в 1972, 1996, 1998, 2002, 2004, 2006 и 2008 годах.